# Папська вежа (Кам'янець-Подільська фортеця)
Па́пська ве́жа (інші назви — Кармелюка́, Юлія) — наріжна фортечна вежа № 12 Старого замку міста Кам'янець-Подільський. Зведена у XIV–XVI сторіччях.

## Назва

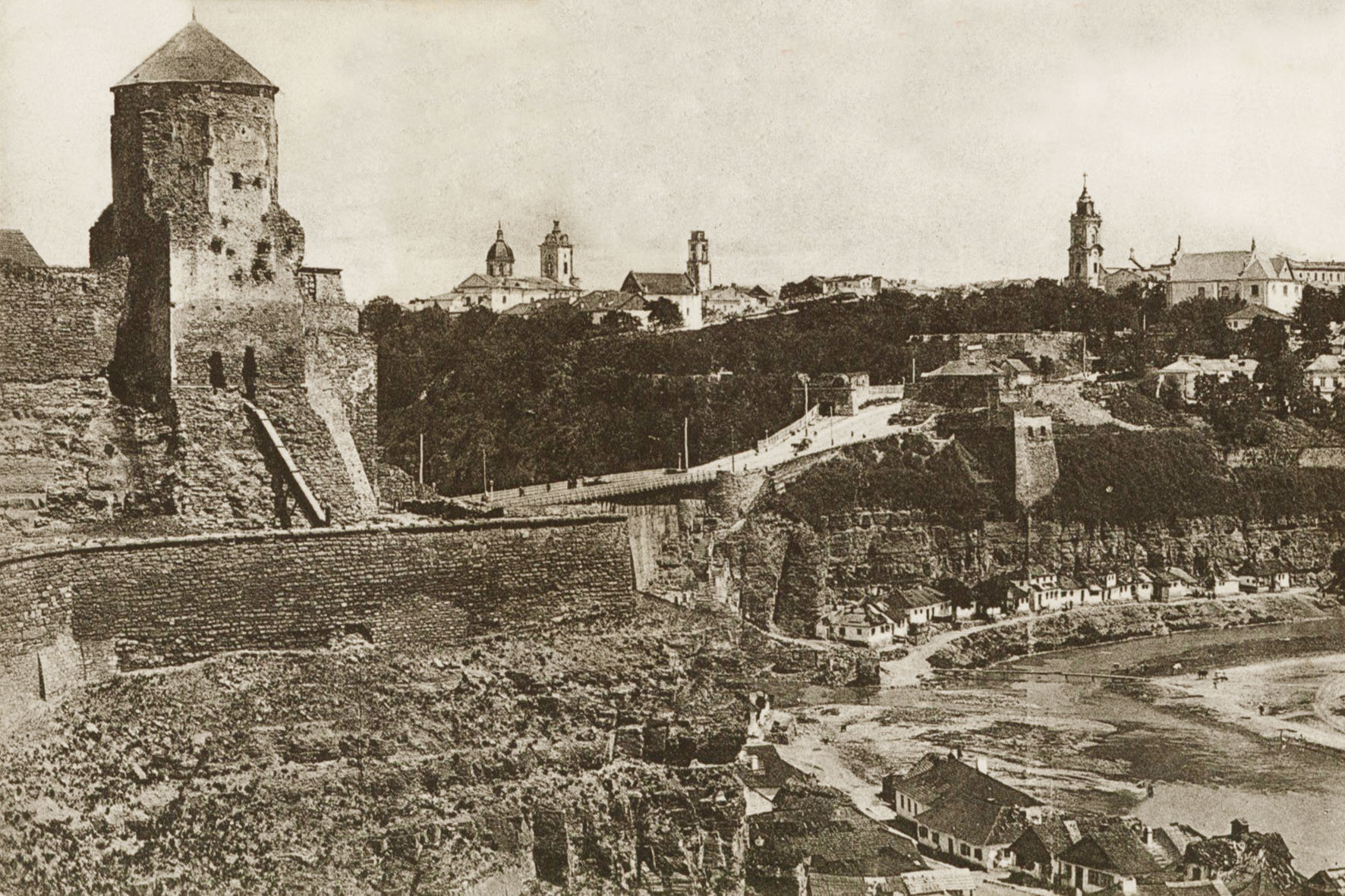
Папська вежа (бл. 1910)

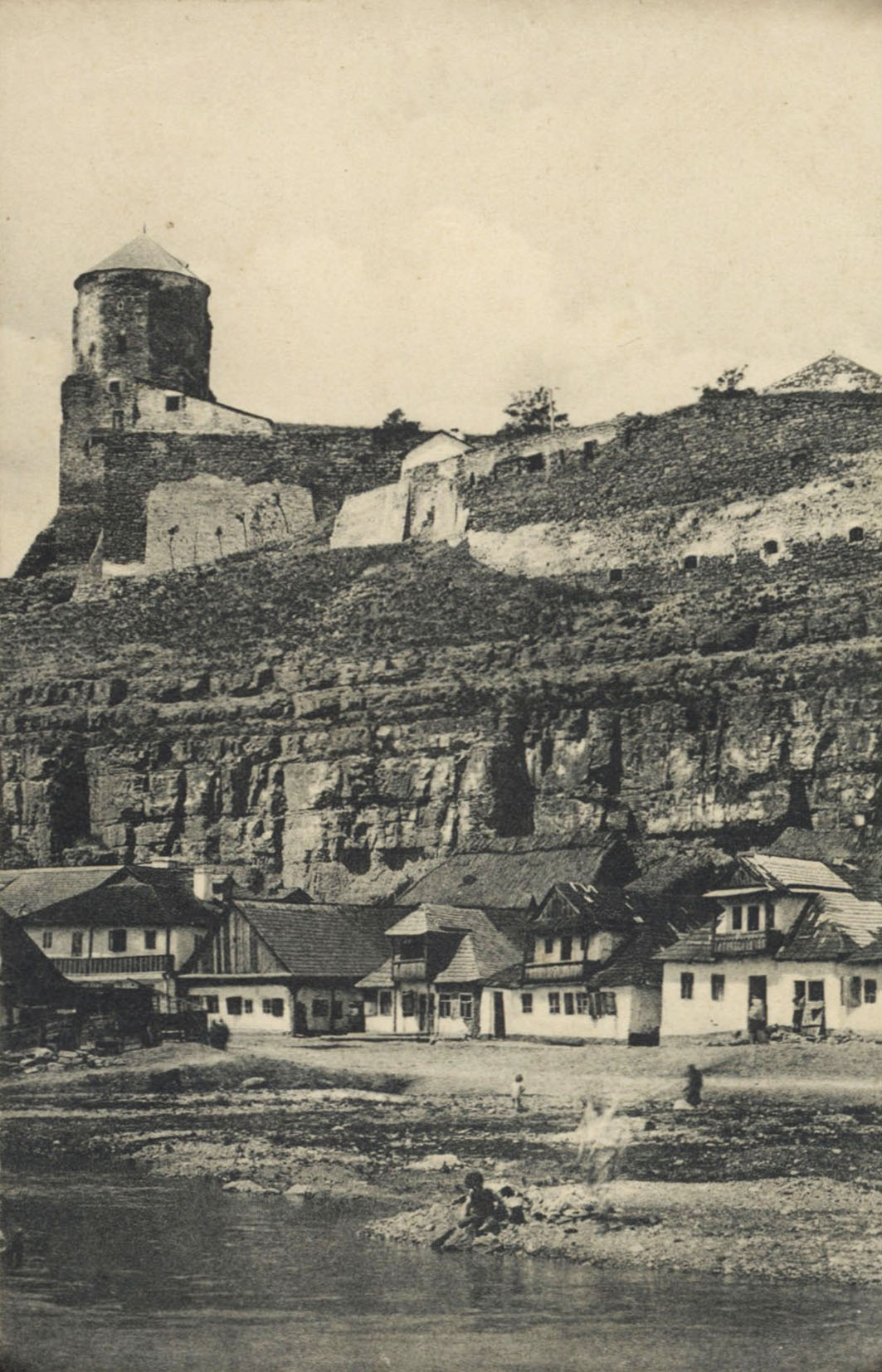
Вежа з південно-східного боку (1910)

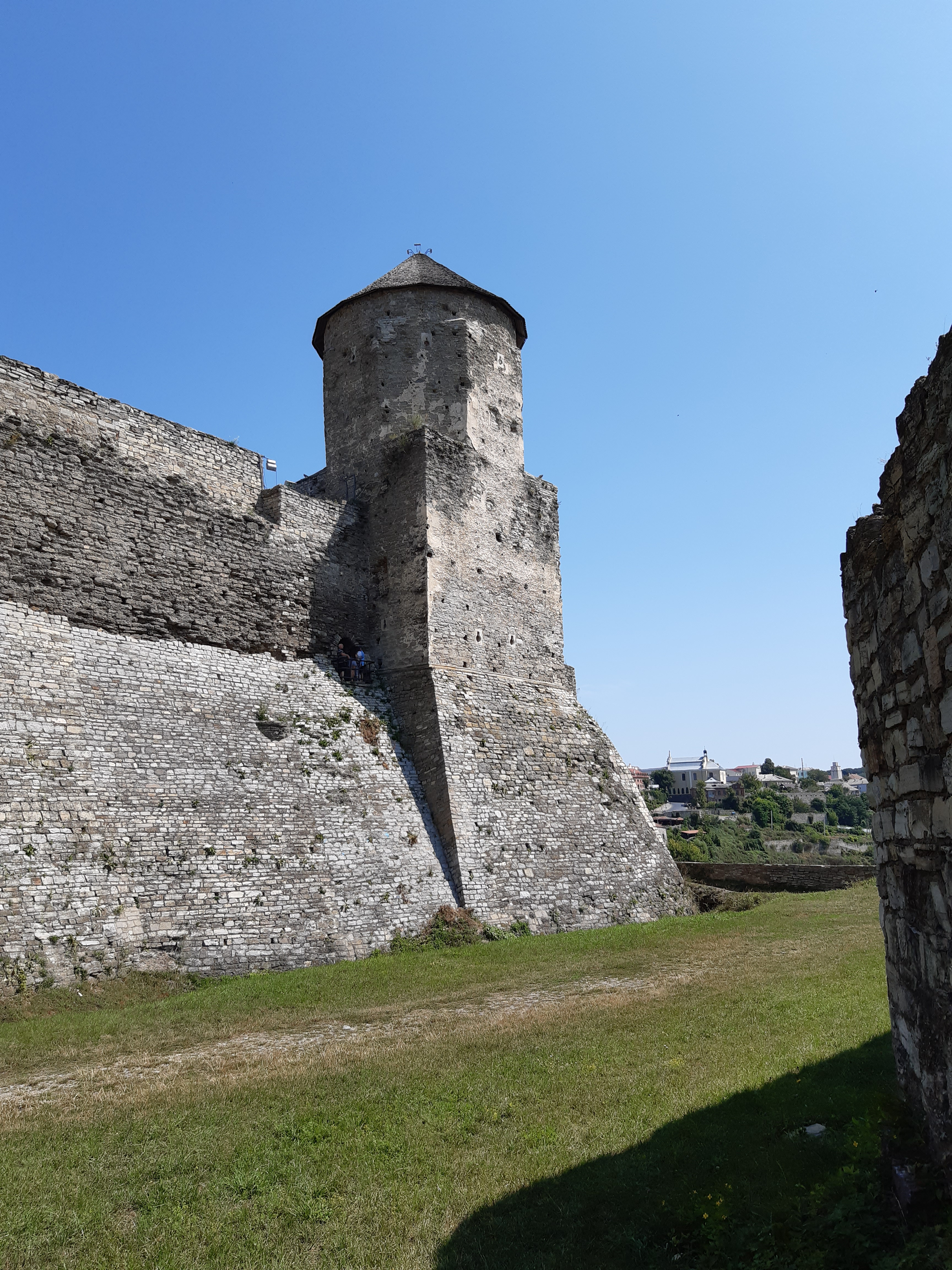
Кармелюкова вежа (краєвид із півдня)

Папська вежа названа на честь папи Юлія ІІ, який пожертвував польському королю Олександру Ягеллончику кошти на ремонт вежі. До речі, папськими після проведення на початку XVI сторіччя ремонтних робіт у фортеці називали усі реконструйовані вежі. Її також називали Юліанською.
У деяких джерелах названо «вежею св. Урсули», оскільки під нею розташовувалась південна батарея імені цієї святої.
Ще одна назва — Кармелюкова — пов'язана з ув'язненням у ній У 1818—1823 роках ватажка народного повстання на Поділлі  Устима Кармалюка.

## Згадка в історичних джерелах
Опис вежі зберігся в «Реєстрі всіх будівель навколо замку Кам'янецького» за 1544 рік:

| «Прямуючи ровом від Руської міської брами вперед, ми зустрічаємо першу замкову вежу, що носить назву вежі Папської, Юлія, здавна добре споруджену, на міцному фундаменті… Вежа ця давно вже зійшла на ветхість; тому Іов розпорядився про ретельний її огляд, очищення й ремонт. Перш за все влаштовані були в ній з боку замку нові великі і широкі брами, зроблені до них і вставлені одвірки з тесаного каменю, щоб, в разі потреби, можна було б без загаяння викочувати сховані в ній гармати. Нижня бійниця в цій вежі облаштована над зазначеним вище приміщенням для гармат; у верхній же бійниці облаштовані брусовані підлога і стеля. У цій же вежі облаштовані і нові хороші дерев'яні двері із замком, під яким зберігають, крім гармат, й іншу зброю».[2] |
Про вежу є також згадка в описі «Інвентар і люстрація староств Кам'янецького та Летичівського» за 1613 рік:

| «Вежа наріжна з півдня, названа Папською в честь її засновника, в нижньому ярусі тинкування добре, подвійні двері на завісах, засув залізний з колодкою, там гармаші зберігають те, що їм потрібно; вище на другому ярусі добре тинкування, двері одні дерев'яні, інші залізні, там зберігають порох. Третій ярус дерев'яний, на якому шляхетський депозит, двері на завісах і замок залізний, вікно з кватиркою. Четвертий останній нагорі ярус, на якому є колесо добре оббите залізом, камінь з коловоротом, але він не має всіх деталей. Ця вежа покрита новим ґонтом, сходів до верхніх ярусів немає».[3] |

## Історія

Герб роду Делла Ровере

1494 року проведено ревізію замку. Його критичний стан змусив польського короля Олександра Ягеллончика розпочати модернізацію замкових укріплень. У 1503— 1513 роках на кошти папи римського Юлія ІІ вежу відновлено. Її важливість полягала у тому, що вона стояла на розі, контролюючи південний та східний боки замку, а також під'їзд до Замкового мосту і підніжжя замкового мису. Після ремонту на східному фасаді вежі, звернутому в бік міста, було встановлено білокам'яну пам'ятну дошку на честь папи Юлія ІІ з його родовим гербом, що належав знатному італійському роду Делла Ровере.
Будівельними роботами керував військовий інженер й архітектор Йов Претфес (Претвич). У 1640-х роках він укріпив скельну основу вежі кам'яною кладкою, облаштував нові перекриття та отвори, а також браму в першому ярусі для зручного закочування гармат. Будівництво закінчено переважно на початку XVI сторіччя.
На початку XVII століття на першому ярусі зберігалися гармати, на другому — порох, на третьому  — шляхетський «депозит» (речі і кошти, віддані на зберігання) і продукти, на четвертому — ручний млин.
1672 року на вежі був пошкоджений верхній ярус.
1823 року з вежі вдалося втекти Устиму Кармалюку з товаришами, які були там в ув'язненні. З 1859 року в'язницю перевели до новозбудованої споруди в місті, а в замку до 1914 року розміщувалося арештантське відділення.

## Опис
Вежа утворює південний, зовнішній ріг Старого замку. Вежа на висоту чотирьох нижніх ярусів у плані квадратна зі стороною в 10 м. Вище за допомогою тромпів переходить у восьмерик і циліндр. Висота з півдня становить 28 м. Товщина мурів до п'ятого ярусу — 2 м, верхнього — 1,2 м. З півдня до рівня другого ярусу вежа обкладена ескарпових стінами. Перекриття — плоскі. Бійниці мають ключеподібні форми. Дверні та віконні прорізи виложені білим камінням. На фасадах проходить білокам'яний карниз готичного профілю.
На східній частині вмурований родовий герб папи Юлія ІІ.

## Реставраційні роботи

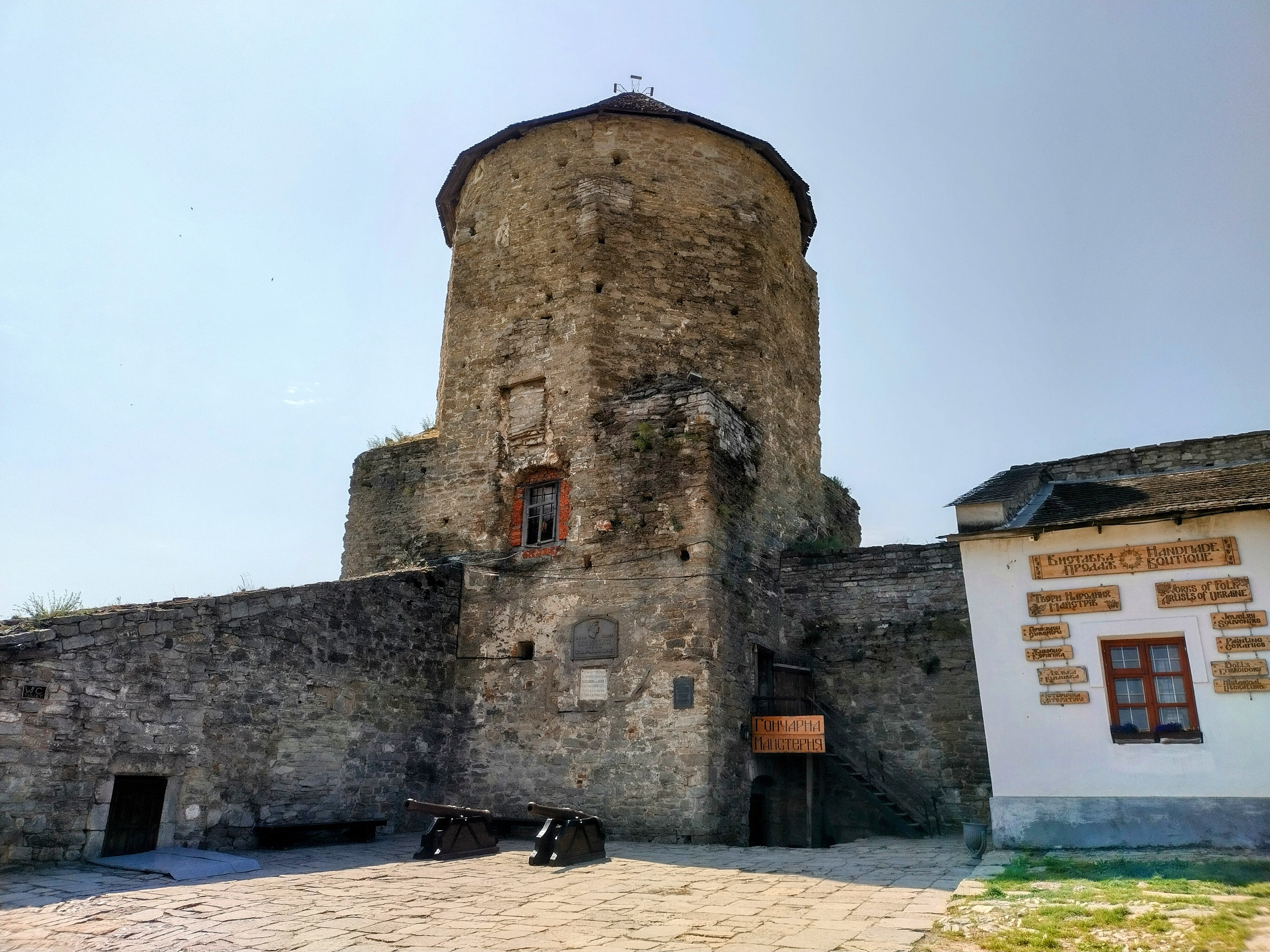
Папська (Кармелюкова) вежа

У 1946-1952 роках провели консерваційні роботи фортеці. У 1960-х роках під керівництвом архітектора-реставратора Євгенії Пламеницької проводились планомірні архітектурно-археологічні дослідження укріплень Старого замку. Державний науково-дослідний інститут теорії та історії архітектури та містобудування опрацював Генеральну програму консерваційно-реставраційних робіт по Старому замку та архітектурну концепцію реставрації, розроблену Є. Пламеницькою. У 1960-1980-х роках здійснили консервацію та реставрацію значної частини замкових укріплень, зокрема і Денної вежі.
Нові масштабні реставраційні роботи провели згідно з «Перспективною програмою консерваційних і реставраційних робіт по комплексу Старого і Нового замків» 1999 року, автором якої була дочка Євгенії Пламеницької  Ольга Пламеницька.